# XIII: Заговор
XIII: Заговор (англ. XIII) — франко-канадский мини-сериал 2008 года из двух серий по полтора часа. Основан на одноимённой франко-бельгийской книге комиксов Жана Ван Хамма и Уильяма Вэнса, повествующей о потерявшем память герое, который стремится раскрыть своё потерянное прошлое. Режиссёр сериала — Дюан Кларк с Вэлом Килмером и Стивеном Дорффом в главных ролях. Впервые сериал был показан на телевидении Франции 6 и 13 октября 2008 года на телеканале Canal+ и в телесети NBC в США 8 и 15 февраля 2009 года.

## Описание сюжета
Первая женщина-президент США, Салли Шэридан, убита выстрелом снайпера во время её выступления в День памяти ветеранов. Вслед за ней со сцены исчезает и её убийца — национальная безопасность идёт за ним по горячим следам, или же так лишь кажется. Три месяца спустя пожилая пара находит застрявшего на дереве раненого человека с парашютом. Молодой мужчина (Дорфф) не помнит ни малейшей вещи о себе. Единственной зацепкой является татуировка «XIII» у него на шее. В то же время, в Белом доме правительственная разведка всё ещё ищет убийцу президента. До новых выборов несколько недель и поимка подозреваемого может перевесить число голосов за администрацию…

## Актёрский состав
- Стивен Дорфф — XIII
- Вэл Килмер — Мангуст
- Стивен Макхэтти — генерал Кэррингтон
- Джессалин Гилсиг — Ким Роулэнд
- Тед Атертон — Уолли Шеридан
- Джон Буржуа — президент Гэлбрэйн
- Грег Брайк — полковник Амос
- Люсинда Дэвис — майор Джонс
- Катерина Мурино — Сэм
- Эндрю Джексон — Роджер Дикинс